# قمحة (الرقة)
قمحة قرية سورية تتبع ناحية مركز تل ابيض في منطقة تل أبيض في محافظة الرقة. بلغ عدد سكانها 1255 نسمة في عام 2004 حسب إحصاء المكتب المركزي للإحصاء.